# Уилямсбърг
Вижте пояснителната страница за други значения на Уилямсбърг.
Уилямсбърг (на английски: Williamsburg) е град във Вирджиния, Съединени американски щати. Разположен е на полуостров Вирджиния, на брега на естуара на река Джеймс. Населението му е 15 031 души (по приблизителна оценка за 2017 г.).
Уилямсбърг е основан през 1632 и първоначално се нарича Мидъл Плантейшън. Сегашното си име получава през 1698, когато става столица на английската колония Вирджиния. Днес градът е известен със своя реставриран исторически район, Колониален Уилямсбърг. В Уилямсбърг се намира и колежът „Уилям и Мери“, който е основан през 1693 и е най-старото висше училище в Съединените щати след Харвард Колидж, част от Харвардския университет.

## Други
- В Уилямсбърг е родена Марта Вашингтон (1731 – 1802), съпруга на политика Джордж Вашингтон.
- През 1983 в града се провежда деветата годишна среща на Г-7.